# Сила на пресъдено нещо
Силата на пресъдено нещо (СПН, res judicata) е един от ефектите на съдебно решение, който се проявява когато решението влезе в сила. Решеното в него е окончателно и всички граждани и органи трябва да се съобразяват с него.
Терминът е наложен от проф. Живко Сталев в работата му „Сила на пресъденото нещо в гражданския процес“ (1959 г.). Някои автори използват израза сила на присъдено нещо, но в случая се касае не за присъждане (даване някому), а за отсъждане (нещо, което е преминало през съд).
В по-старата литература се ползват термините „материална законна сила“ или „законна сила“ на решението (Димитър Силяновски).
Административните актове, които не подлежат на обжалване, са стабилни административни актове. Те са неоттегляеми, но по принцип не притежават СПН (вж. РКС 6/08).

## Настъпване на СПН
Обикновено стабилитетът на съдебното решение настъпва последователно:
- неоттегляемост (неизменимост) – след като е постановено
- необжалваемост
- неотменимост – когато се погасят възможносттите за извънредните средства

Съдебно решение придобива сила на пресъдено нещо, когато става необжалваемо, независимо от вида на иска и изхода на делото. В тази връзка постановяването на съдебното решение (обявяването на решението) и неговото влизане в сила са две различни неща.
Член 296 от ГПК предвижда следните три хипотези:
- съдебното решение е необжалваемо;
- срещу него не е подадена въззивна или касационна жалба в определения от закона срок или подадената жалба е оттеглена (в този случай силата на пресъдено нещо е от деня на влизане в сила на определението, с което се прекратява делото), и
- касационната жалба не е уважена.

## Последици
СПН включва различни елементи.

### Нововъзникващи
Установително действие
Решението отрича или потвърждава правото и го прави безспорно. В него се отразява защитната функция на процеса. То поражда задължение да се прекрати спора.
Регулиращо действие
За да се стигне до съд, регулиращото действие на закона е било смутено. Решението стимулира съгласуваното поведение.
Непререшаемост
Някои приемат това действие на съдебното решение като най-важно или единствено.
Вследствие установителното действие и безспорността се погасява правото на иск. Страните не могат да повдигат, а никой съд или друг орган не може да разглежда (и пререшава) такова дело. Стабилизира се гражданският оборот.
В случай, че същият или друг съд е сезиран от същите страни, за същото искане и на същото основание (Чл. 221 ГПК), повторно заведеното дело трябва да бъде прекратено служебно от съда (Чл. 224).
Законът предвижда известни изключения от принципа на непререшаемост. Тези случаи са предвидени в глава 24 от ГПК (Отмяна на влезли в сила съдебни решения).

### Спрямо материалното право
Ако съдът установи, че спорното материално право е съществувало, решението има за него правозасилващо действие (прекъсва давността, прави го ликвидно и тн.). Ако правото не е съществувало, решението има правопрепятстващ ефект спрямо него и правопредпазващ спрямо заплашеното насрещно право. Така решението представлява едновременно защита и санкция.

## Предели на СПН

### Задължителност на съдебното решение
Необходимо е да се направи разграничение между исковете за гражданско състояние, брачните искове и всички останали съдебни решения.
Искове за гражданско състояние и брачните искове имат сила erga omnes (по отношение на всички) (Чл.298 ал.3 ГПК). Всички останали имат сила само за страните, техните наследници, правоприемници, за съда постановил решението, както и за всички други съдилища и учреждения в България (Чл. 297 и чл. 298, ал. 1 и 2 ГПК)

### Принудително изпълнение
Член 237 а) от ГПК постановява, че влезлите в сила решения подлежат на принудително изпълнение. Законът изисква за тази цел издаването на изпълнителен лист, той се издава въз основа на писмена молба (Чл. 242 ал.1 ГПК).
Принудителното изпълнение въпреки че е следствие на силата на пресъдено нещо, може да възникне и преди него. Така касационното обжалване по принцип не спира изпълнението (Чл. 218 б ал. 2 ГПК). В този случай решението на въззивния съд няма сила на пресъдено нещо, но изпълнението не се спира, затова законът дава възможност да се поиска спирането му, като се даде надлежно обезпечение (Чл. 218 б ал.3 ГПК).

## Други действия на решението
Съдебното решение има и други действия извън СПН:
- доказателствена сила
- легитимиращ ефект
- изпълнителна сила
- конститутивно действие